# Comuna Solodkovodne, Rozivka
Solodkovodne (în ucraineană Солодководне) este o comună în raionul Rozivka, regiunea Zaporijjea, Ucraina, formată din satele Ivanivka, Jovtneve, Kobîlne, Solodkovodne (reședința), Verhivka și Zaporizke.

## Demografie
Componența lingvistică a comunei Solodkovodne
     Ucraineană (92,54%)
     Rusă (7,2%)
     Alte limbi (0,26%)
Conform recensământului din 2001, majoritatea populației comunei Solodkovodne era vorbitoare de ucraineană (92,54%), existând în minoritate și vorbitori de rusă (7,2%).